# 模式属

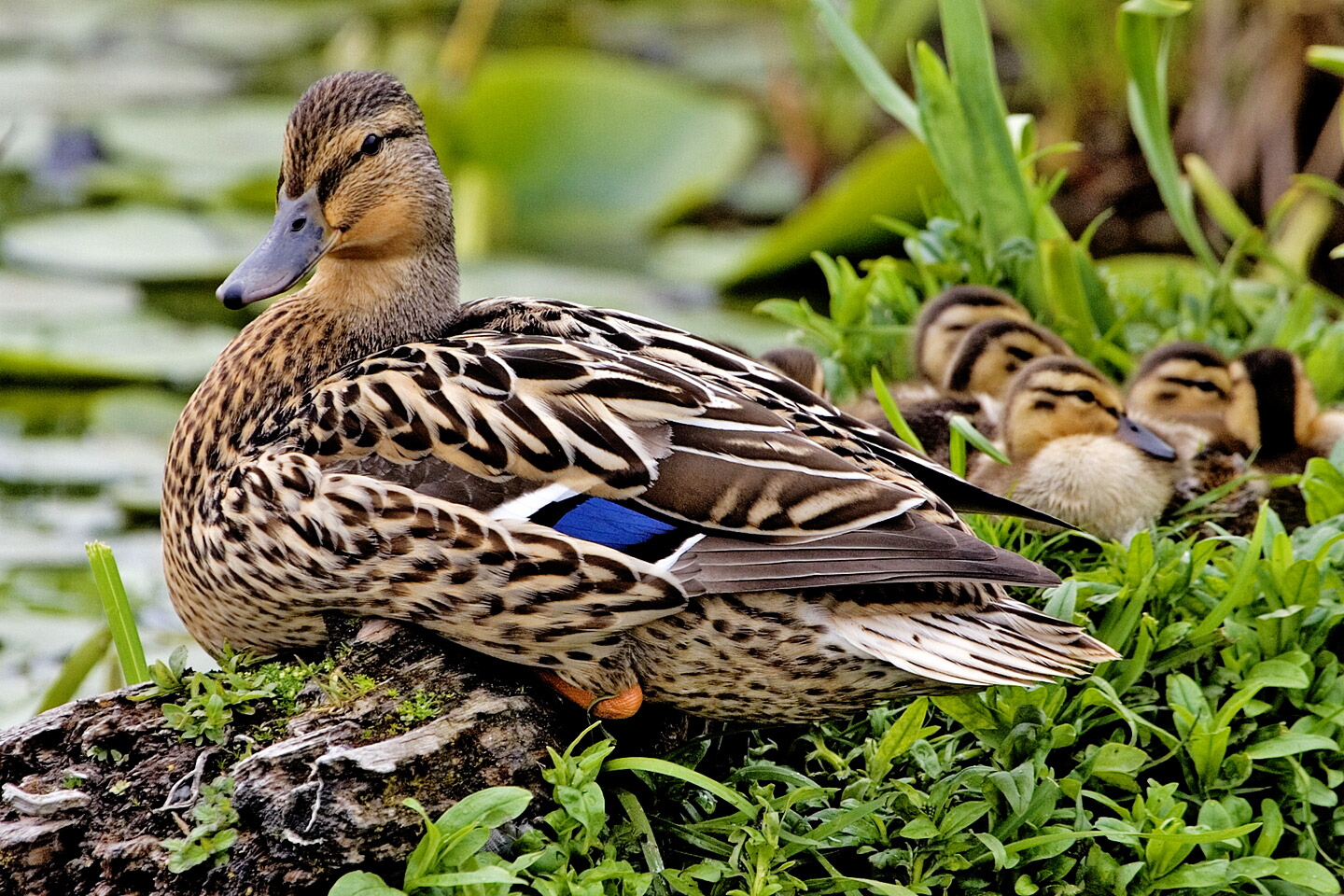
野鸭（Anas platyrhynchos）所在的鸭属（Anas）是鸭科（Anatidae）的模式屬

模式属（英文：type genus）是动物分类学术语，指據以命名一個科（或其他屬級以上分類單元）的属，即該科（或其他屬級以上分類單元）的载名模式；换言之，以某個模式屬作為載名模式的分類單元，其拉丁學名的词根與該模式属相同。
在植物分类学中，儘管《国际藻类、真菌和植物命名》並未提及模式属一詞，但植物學家也經常會借用動物學中的模式属來表達相同的概念。

## 動物命名法
依據《国际动物命名法规》，一個科的模式所在属即是其模式属，該科的學名也是基於模式屬的學名而来。任何一個科都應當擁有一個模式屬，任何一個屬也應當擁有一個模式物種，然而，一個物種未必需要指定模式標本，但也可以擁有一個或多個模式標本。模式屬學名的词根再加上後綴“-idae”即組成其所在科的學名。
例如：蟻科（Formicidae）的模式屬為蟻屬（Formica）。

## 植物命名法
在植物分类学中，《国际藻类、真菌和植物命名法规》雖未明文提及模式属這一概念，但有相似的“模式命名”原則，即科級以下分類單元都應有模式標本，而科級以上單元則可以選擇性地决定是否指定模式標本。為了方便描述，植物分類學者一般會借用動物命名法规里的模式属來表達相同的概念。
例如：早熟禾屬（Poa）是禾本科（Poaceae）及禾本目（Poales）的模式屬，因而禾本科及禾本目的學名均來自於早熟禾屬的學名。